# Lutherska bekännelsekyrkan
Lutherska bekännelsekyrkan (LBK) är ett bibeltroget lutherskt kyrkosamfund bestående av sju församlingar i Sverige.
Lutherska bekännelsekyrkan menar att de lutherska bekännelseskrifterna, samlade i Konkordieboken från 1580, fullt ut är en rätt tolkning av den kristna tron och Bibeln. Man håller sig därför bland annat till Luthers lilla katekes och de tre grundsatserna nåden allena, tron allena och skriften allena. Lutherska bekännelsekyrkan tror, lär och bekänner att Bibeln är Guds ord och att den därmed är pålitlig och ofelbar.
Samfundet bildades 1974 efter att Siegbert Becker från Wisconsin Evangelical Lutheran Synod (WELS) bjudits in att undervisa på Stiftelsen Biblicum.
Kyrkans officiella organ är tidskriften Bibel och Bekännelse som utkommer fem gånger per år. Kyrkans verksamhet består också av damlag, församlingsverksamhet, konferenser, läger, pastorsutbildning, skypeandakter, sändningar och ungdomsverksamhet. Lutherska bekännelsekyrkan drev tidigare ett teologiskt seminarium i samarbete med Stiftelsen Biblicum i Ljungby.
På grund av oenigheter i vissa frågor kring nattvarden och prästämbetet 1987 lämnade församlingarna i Yxenhult, Uppsala och Skellefteå LBK och bildade 1990 Evangelisk-Lutherska bekännelsekyrkan.
Lutherska bekännelsekyrkan tillhör den Konfessionella evangelisk-lutherska konferensen (CELC) och har kyrkogemenskap med övriga medlemskyrkor runt om i världen.

## Församlingar

### Sverige
- S:t Jakobs evangelisk-lutherska församling i Piteå
- Lutherska Immanuelförsamlingen i Umeå
- S:t Paulus evangelisk-lutherska församling i Uppsala
- Lutherska bekännelsekyrkan i Stockholm
- Lutherska bekännelsekyrkan i Norrköping / Västerås
- Heliga Trefaldighets församling i Göteborg
- S:t Markus församling i Ljungby

## Fotnoter
1. ↑  ”Lutherska bekännelsekyrkans församlingar”. http://www.bekannelse.se/forsamlingar/. Läst 8 mars 2015.
2. ↑  ”Lutherska bekännelsekyrkan”. http://www.bekannelse.se/lbk/teologi/. Läst 8 mars 2015.
3. ↑  ”Lutherska bekännelsekyrkans historik”. http://www.bekannelse.se/lbk/historik/. Läst 8 mars 2015.
4. ↑  ”Bibel och Bekännelse”. http://www.bekannelse.se/verksamhet/bibel-och-bekannelse/. Läst 8 mars 2015.
5. ↑  ”Lutherska bekännelsekyrkans verksamhet”. http://www.bekannelse.se/verksamhet/. Läst 8 mars 2015.
6. ↑  ”CELC Member Churches”. Arkiverad från originalet den 13 mars 2015. https://web.archive.org/web/20150313022958/http://celc.info/site/cpage.asp?cpage_id=180030712&sec_id=180010197. Läst 8 mars 2015.